# Precious Mustapha
Precious Mustapha (Hackney, 13 april 1997) is een Brits-Nigeriaanse actrice.

## Persoonlijk leven
Precious Mustapha is geboren in Hackney, East London, Engeland, op 13 april 1997, in een Nigeriaans gezin. Ze ging naar de Mossbourne Community Academy en studeerde in 2018 af aan de East 15 Acting School, onderdeel van de University of Essex.
Ze begon haar carrière op het toneel, door deel te nemen aan een workshop van de Royal Shakespeare Company in 2017. Later, in 2019 verscheen ze in een aflevering van de serie Endeavour. Vanaf 2021 vertolkt ze Aisha, een van de hoofdpersonages van de Netflix-serie Fate: The Winx Saga.

## Filmografie
- 2019 - Endeavour
- 2020 - The Stranger
- 2021 - Fate: The Winx Saga
- 2021 - Code 404